# KRACK

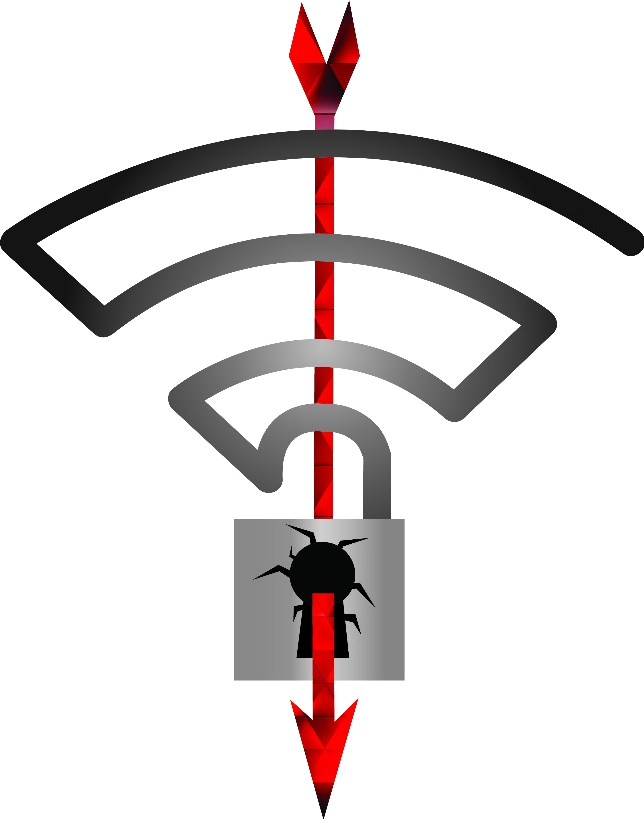
Logo útoku

KRACK (zkratka z anglického Key Reinstallation Attacks, doslova zhruba „útoky znovuzavedením klíče“) je rodina počítačových útoků na protokol WPA zajišťující bezpečnost bezdrátových sítí typu Wi-Fi. Objevil ji Manthy Vanhoef z Katolické univerzity v Lovani a zveřejnil ji 16. října 2017.
Protože se jedná o chybu v protokolu, byly v době objevení zranitelné správné implementace protokolu prakticky na všech platformách. Zasaženy jsou tedy například operační systémy Android, Linux, iOS, Microsoft Windows, OpenBSD, macOS a Windows Phone. Nejzávažnější dopad má zranitelnost na implementaci wpa supplicant,  kterou lze přimět k tomu, aby začala komunikovat s nulovým klíčem. Tato implementace je používána jako výchozí zejména na Linuxu, Androidu a OpenBSD.
V rámci zodpovědného odhalení s předstihem před zveřejněním útoku jeho objevitel varoval (částečně s pomocí CERTu) výrobce operačních systémů (zejména výrobce rozšířených aktivních síťových prvků pro bezdrátové sítě), takže k datu zveřejnění už měla řada z nich připraveny záplaty pro své výrobky. Z hlediska šíření záplat je výhodou, že stačí záplatovat klienty, naopak problémem je, že protokol WPA je široce rozšířený a používá jej pravděpodobně mnoho zařízení, o jejichž záplatování se nikdo nestará.